# Porträt eines Helden als junger Tor
Porträt eines Helden als junger Tor (französischer Originaltitel: Le journal d'un ingénu) ist der achte Band der Comicserie Spirou und Fantasio Spezial. Zeichner und Texter ist der französische Comiczeichner Émile Bravo.

## Publikationsgeschichte
Porträt eines Helden als junger Tor mit dem Pagen Spirou als Protagonist wurde 2008 unter dem Titel Le journal d’un ingénu im französischen Comicmagazin Spirou veröffentlicht und erschien noch im gleichen Jahr beim belgischen Verlag Dupuis unter demselben Titel.
Eine limitierte Ausgabe des Albums ergänzt um einen Anhang mit Bleistiftzeichnungen erschien 2008 in einer Auflage von 450 Stück. Die Auflage ist nummeriert und von Émile Bravo signiert.
Die deutsche Ausgabe in der Übersetzung von Martin Budde wurde 2009 vom Carlsen Verlag herausgegeben.
Es gibt vier Fortsetzungsbände: Spirou und Fantasio Spezial 26: Spirou oder: die Hoffnung Teil 1, Schlechter Start in neue Zeiten, Spirou und Fantasio Spezial 28: Spirou oder: die Hoffnung Teil 2, Weiter auf dem Weg des Grauens, Spirou und Fantasio Spezial 34: Spirou oder: die Hoffnung Teil 3, Dem Ende entgegen und Spirou und Fantasio Spezial 36: Spirou oder: die Hoffnung Teil 4, Ein Ende und ein Neuanfang. Die deutschen Übersetzungen erschienen von 2018 bis 2022 ebenfalls im Carlsen Verlag. Statt Spirou in ein fiktives Rummelsdorf oder an exotische Schauplätze zu schicken, spielt die Geschichte im Belgien der 1940er Jahre vor und während der deutschen Besatzung. Gezeichnet ist der Comic im Stil der Ligne claire.

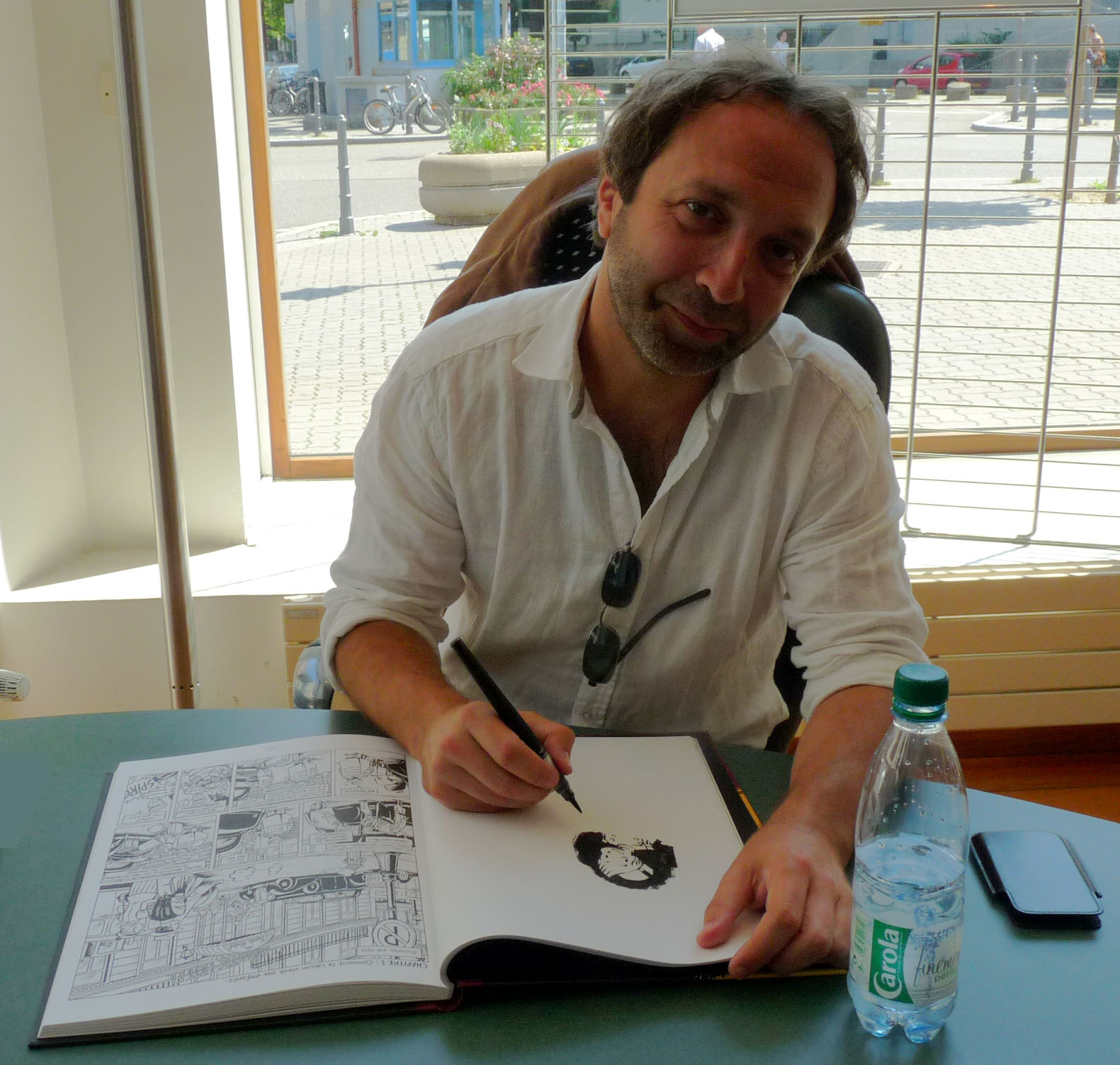
Emile Bravo, der Zeichner und Autor von Porträt eines Helden als junger Tor.

## Handlung
Sommer 1939. Spirou ist im Waisenhaus Sankt Pankratius aufgewachsen. Er arbeitet als Page im Hotel Moustic und wohnt in einer kleinen Wohnung in Brüssel, die der Kirche gehört. Finanziell geht es ihm nicht gut. Im Hotel macht ihm Entresol, der Chefportier des Hotels, das Leben schwer.
Die französische Modemacherin Madame Delastre und der jüdische Boxer Alphonse Choukroune lassen sich über die Ferien im Hotel nieder, ebenso wie drei polnische Gäste. Sie kommen im Auftrag ihres Landes in das neutrale Brüssel, um mit dem Staatssekretär des deutschen Reichsaußenministers von Ribbentrop Kontakt aufzunehmen. Wie sich herausstellt, sprechen sie über den Krieg. Das kriegt auch das neue Zimmermädchen des Hotels mit. Sie lauscht an Türen und liest im Gästebuch. Spirou verliebt sich in sie. Spirou erwacht aus seiner Starre und fängt an, sich für Politik zu interessieren. Von dem Zimmermädchen Kassandra erfährt er, was die Kommunisten erreichen wollen, wieso viele an die Nazi-Propaganda glauben und was die drei Polen mit dem Nazi besprechen. Spirou trifft auf Fantasio, Journalist von der Zeitung Moustic, der Informationen über die Gäste des Hotels erfahren möchte. So entwickelt sich eine Freundschaft zwischen ihnen.